# Ophioblennius
Genre
Ophioblennius est un genre de poissons marins de la famille des Blenniidae.

## Liste des espèces
Selon World Register of Marine Species (29 juillet 2024) :
- Ophioblennius atlanticus (Valenciennes, 1836)
- Ophioblennius clippertonensis Springer, 1962
- Ophioblennius macclurei (Silvester, 1915)
- Ophioblennius steindachneri Jordan & Evermann, 1898
- Ophioblennius trinitatis Miranda Ribeiro, 1919

## Classification
Le nom valide complet (avec auteur) de ce taxon est Ophioblennius Gill, 1860,
.
Ce genre a été proposé en remplacement du nom de genre Blennophis proposé par Valenciennes.
Ophioblennius a pour synonyme :
- Cynoscartes Norman, 1944

### Étymologie
Le nom générique, Ophioblennius, est la combinaison du grec ancien ὄφις, óphis, « serpent », et du genre Blennius et fait référence aux dents de l'espèce Blennophis webbii, désormais considérée comme synonyme d’Ophioblennius atlanticus.

### Publication originale
- (en) Theo. Gill, « Monograph of the genus Labrosomus Sw », Proceedings of the Academy of Natural Sciences of Philadelphia, États-Unis, vol. 12,‎ 1860, p. 102-108 (ISSN 0097-3157, e-ISSN 1938-5293, lire en ligne, consulté le 29 juillet 2024).